# East Lilburn
East Lilburn är en ort i civil parish Lilburn, i grevskapet Northumberland i England. Orten är belägen 7 km från Wooler. East Lilburn var en civil parish 1866–1955 när det uppgick i Lilburn. Civil parish hade 46 invånare år 1951.